# 133-й винищувальний авіаційний полк (СРСР)
133-й винищувальний авіаційний полк (рос. 133-й истребительный авиационный полк) — полк за часів Другої світової війни у складі ВПС СРСР.

## Історія
Полк сформовано навесні 1940 року в Московському військовому окрузі на аеродромі Дубровиці.
Бойові дії почав 23 листопада 1941 року в складі ВПС Закавказького військового округу.
Розформований навесні 1961.

## Бойова діяльність полку у часи Другої Світової війни
| Період                  | Бойові вильоти | Втрати (літаки / пілоти) |
| ----------------------- | -------------- | ------------------------ |
| 02.02.1942 — 01.06.1942 | 2545           | 18/15                    |
| 10.10.1942 — 12.12.1942 | 169            | 16/22                    |
| 04.05.1943 — 03.08.1943 | 173            | 15/2                     |
| 23.09.1943 — 09.05.1945 | 3346           | 19/3                     |
| Разом                   | 6233           | 68/42                    |

## Командири полку
| Дата                    | Командир                             | Примітки |
| ----------------------- | ------------------------------------ | -------- |
| 03.1940 — 12.1941       | майор Анашенко Іван Семенович        |          |
| 12.1941 — 05.1942       | капітан Курінний Олександр Денисович |          |
| 05.1942 — 08.1943       | майор Амельченко Тимофій Денисович   |          |
| 08.1943 — 17.10.1943    | майор Суворін Микола Іванович        | загинув  |
| 18.10.1943 — 07.12.1943 | майор Ткаченко Олександр Павлович    | т.в.о.   |
| 07.12.1943 — 27.02.1944 | майор Курманов Олексій Михайлович    |          |
| 27.02.1944 — 04.11.1946 | майор Товсташій Костянтин Андрійович |          |

## Матеріальна частина полку
| Дата              | Тип літака |
| ----------------- | ---------- |
| 03.1940 — 07.1941 | І-16       |
| 07.1941 — 06.1942 | І-153      |
| 06.1942 — 10.1943 | Як-7б      |
| 10.1943 — 08.1944 | Як-9Т      |
| 04.1944 — 08.1944 | Як-1б      |
| Як-3              |            |